# أوندري دودا
أوندري دودا (بالسلوفاكية: Ondrej Duda)‏، من مواليد 5 دجنبر 1994 بمدينة سنينا بسلوفاكيا، لاعب كرة قدم سلوفاكي، يلعب حاليا لصالح نادي هرتا برلين ومنتخب سلوفاكيا لكرة القدم.

## روابط خارجية
- أوندري دودا على موقع الاتحاد الدولي (مؤرشف)  (الإنجليزية)
- أوندري دودا على موقع الاتحاد الأوربي (الإنجليزية)
- أوندري دودا على موقع قاعدة بيانات كرة القدم.إي يو (الإنجليزية)
- أوندري دودا على موقع بيانات كرة القدم. دي إي (الألمانية)
- أوندري دودا على موقع ناشيونال فوتبول تيمز (الإنجليزية)
- أوندري دودا على موقع Soccerbase.com (لاعب) (الإنجليزية)
- أوندري دودا على موقع Soccerway.com (الإنجليزية)
- أوندري دودا على موقع عالم كرة القدم.نت (الإنجليزية)
- أوندري دودا على موقع AS.com (الإسبانية)